# Catedral de Bedia
La catedral de Bedia (en georgià: ბედიის მონასტერი) és una catedral medieval de l'Església ortodoxa de Geòrgia situada a Bedia, al districte de Tkvarcheli d'Abkhàzia (o municipi d'Ochamchire segons la subdivisió de Geòrgia, una regió disputada a la costa de la mar Negra.
La catedral de Bedia es va construir originàriament cap a finals del segle x i es va consagrar el 999 a instàncies del rei Bagrat II d'Abkhàzia, que es convertiria en el primer rei de Geòrgia com a Bagrat III i va ser enterrat a l'església després de la seva mort. Tanmateix, els edificis existents se'n remunten als segles XIII-XIV i inclouen una església cruciforme voltada, un campanar que descansa sobre el nàrtex nord i les ruïnes d'un antic palau. El mur sud de l'església principal conté fragments de murals contemporanis de la construcció de l'edifici, que inclouen els retrats de Bagrat II i els representants de la família noble Dadiani de Geòrgia.
Durant el catolicisme d'Abkhàzia, Bedia fou el centre d'una diòcesi i seu d'un bisbe. Al segle xvii, els serveis van cessar, però es van reprendre a partir de la segona meitat del segle xix.

## Descripció historicoarquitectònica

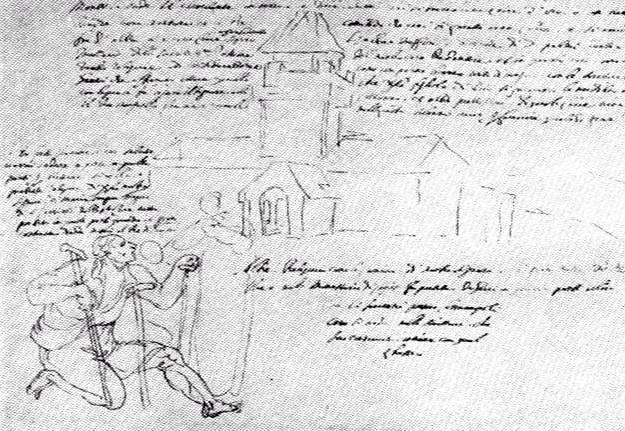
Catedral de Bedia per Taramo Castelli,

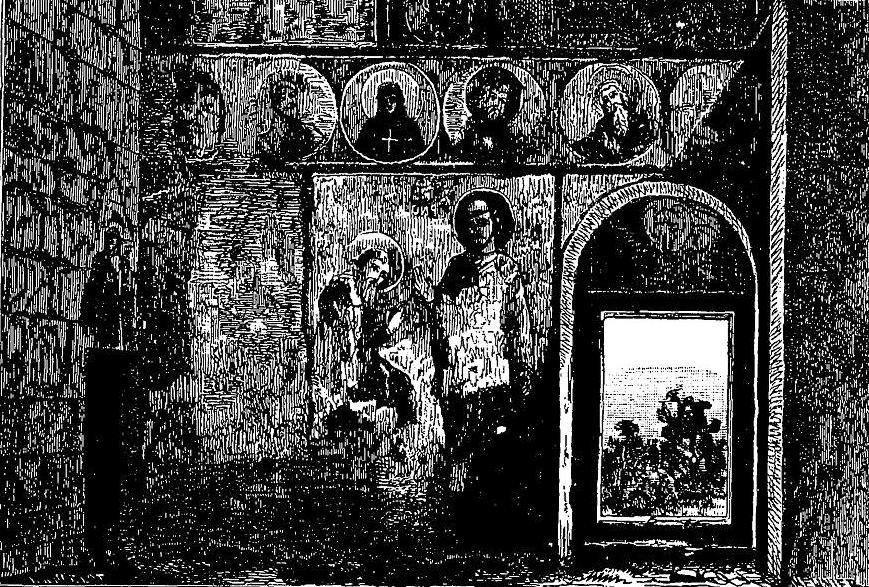
Gravat dels frescs de la catedral.(Roskoschny, 1884)

Com demostren les fonts històriques, el complex es va erigir a la fi del segle x, c. 999, per Bagrat III, el primer rei del Regne de Geòrgia unit, que, segons declara el cronista georgià, «va fer un bisbat d'això». L'església de la Mare de Déu, erigida al centre del pati monàstic, és l'església principal del complex. A l'oest es troba el palau de dos pisos dels metropolitans de Bedia. L'església de la Mare de Déu es va transformar considerablement entre els segles XIII i XV. El campanar és dels segles XII-XIV. Mentre que l'estructura del Palau dels Bisbes va ser construïda en el segle xvi per Anton Zhuanisdze, un metropolità georgià de Bedia. Tres capes de decoració mural es conserven a l'interior de l'església, que es remunta als segles XI-XI, XIII-XIV i XVII. El campanar té la planta baixa que funciona com a porta d'entrada al monestir, mentre que al sud es troba el palau episcopal de dos pisos.
Les façanes de l'església de Bedia, els seus murals interiors i objectes eclesiàstics, conserven inscripcions lapidàries en escriptura georgiana d'Asomtavruli (uncial), amb evidències sobre la construcció, renovació i restauració de l'església. Al llarg dels segles, la seu Episcopal de Bedia va ser un dels centres eclesiàstics, culturals i educatius més importants de Geòrgia. L'arquebisbe Anton Zhuanisdze havia establert una rica biblioteca al monestir de Bedia, on es van restaurar i copiar antics manuscrits, es van traduir tractats teològics i la col·lecció de la biblioteca es va enriquir amb nous manuscrits. El complex de Bedia és un símbol d'unitat i indivisibilitat de Geòrgia. Bagrat III, el primer rei del Regne georgià unit i la seva mare, la reina Gurandukht, estan enterrats a Bedia.
El paisatge de l'església de Bedia, característic de l'arquitectura georgiana de l'edat mitjana, s'estava creant en un conjunt planificat. Una església coronada amb una cúpula representava l'element arquitectònic principal del complex, que estava envoltat d'una tanca.
A la fi del segle xix, l'església de Bedia ja representava un edifici despoblat, cobert de plantes, tanmateix, es va conservar la major part de la cúpula i es va protegir millor la col·locació d'absis. Després d'això, a començaments del segle xx, amb l'objectiu de «renovar» l'església, els monjos i monges russos van retirar completament la cúpula danyada i van treure'n les pedres fàcilment movibles.

### Palau del Bisbe

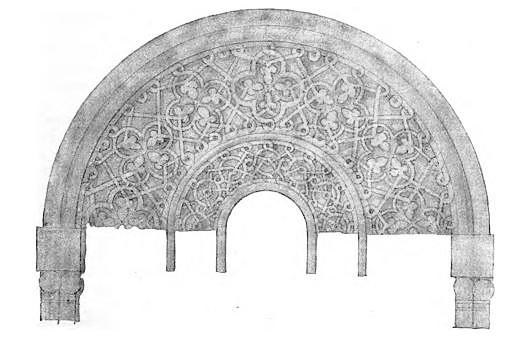
Decoració de l'arc de la façana oest

Al costat oest, en la línia del mur de la tanca, hi ha el palau del Bisbe i una porta. Les ruïnes del palau del Bisbe es troben a l'oest de l'església, a uns 50 metres de distància. Al principi, consistia en dos pisos. Avui dia, el segon pis està gairebé tot destruït, únicament en queden els fragments de la cantonada nord-oest i el mur oest. La porta que condueix al segon pis conté una pedra amb una inscripció, en què s'esmenten els treballadors espirituals georgians del segle xvi, com ara l'arquebisbe de Bedia, Anton Zhuanidze i el restaurador Kirile Zhuanidze. L'entrada de l'arc està decorada amb diversos ornaments. Els sostres entre els pisos es van reparar durant la restauració de 1968-1969; damunt del terra es va disposar un estrat d'aïllament a partir d'una capa prima de quitrà, que evita que el primer pis tingui filtracions.
L'entrada es troba a la part occidental del complex, sobre la qual es va construir un campanar de l'església. A l'oest, a la façana, hi ha una inscripció en què s'esmenten Jordi I Dadiani i el rei Constantí I, que van viure en el segle xiv. L'edifici de la porta d'entrada està unit al palau i es percep com un tot. La porta representa una plaça planificada.

### Descripció de l'església
L'església amb cúpula és l'edifici central del complex, típicament similar a l'anomenada "creu inserida". En el plànol, és una creu inscrita en un rectangle. Al centre de l'església, a l'espai que veiem en la cruïlla dels braços del creuer, es troba una cúpula que consta de 14 cares, que es divideixen en finestres en la mateixa quantitat. La cúpula es basa en dos pilars separats a l'oest i en els absis a l'est. El braç oriental de la creu acaba amb una absis, mentre que els braços restants són rectangulars.
L'espai que queda entre els braços de la creu està ple d'espais per a magatzems de dos pisos situats al costat dels absis a l'est, i per espais addicionals a l'oest. El pis més petit situat al costat dels absis representa una massa de paret sencera, en la qual es talla una petita porta. La galeria superior està situada al segon pis de les naus nord i sud. S'hi pot ascendir per una escala.
L'església té tres entrades. A l'exterior, està construïda amb una pedra arenosa destrament tallada. Es conserven totes les finestres de l'església. A les façanes, a part de dues d'elles, totes les finestres estan danyades, i no tenen decoració.